# Río Surá (Volga)

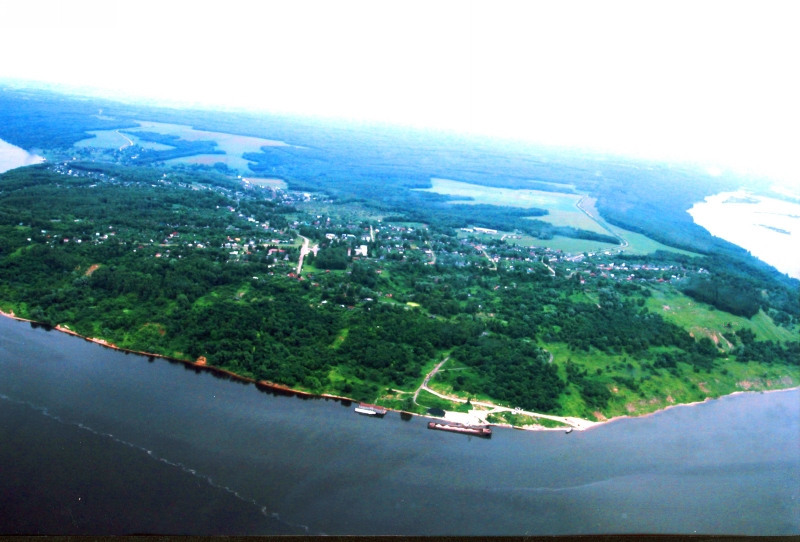
Vista aérea de Vasilsursk, en la desembocadura del río Sura en el Volga.

El río Surá (en ruso: Сура́; en chuvasio: Săr, Сăр) es un largo río de la Rusia europea, uno de los grandes afluentes del río Volga. Su longitud total es de 841 km y su cuenca drena una superficie de 67.500 km².
Administrativamente, el río discurre, aguas abajo, por el Óblast de Uliánovsk, el Óblast de Penza, la República de Mordovia, la República de Chuvasia, el Óblast de Nizhny Nóvgorod y la República de Mari-El, en la Federación de Rusia.

## Geografía
El río Surá nace en las Alturas del Volga, en extremo oriental del óblast de Uliánovsk, aunque casi nada más nacer se interna en la parte occidental del Óblast de Penza, al norte de la ciudad de Kuznetsk. Discurre primero en dirección oeste, un tramo en el que baña Sursk (7.981 hab. en 2002)) y luego recibe, por la derecha, en una zona en la que el río está embalsado, al río Uza. Luego llega a la capital, Penza (518.025 hab.), donde el río vira en dirección norte, bañando las localidades de Vazerski y Lúnino, para recibir por la izquierda, a continuación, el río Inza. 
Luego, durante un tramo, forma la frontera natural entre la república de Mordovia y el Óblast de Uliánovsk. Se adentra en un corto recorrido de nuevo en la parte noroccidental de Uliánovsk, donde recibe las aguas por la derecha del río Barysh y al poco baña la ciudad de Sara. Sigue hacia el norte, internándose en la república de Chuvasia, donde recibe por la derecha al río Alátyr (296 km, con una cuenca de 11.200 km²). En la confluencia se localiza la ciudad homónima de Alátyr (43.161 hab.), y luego, más al norte, Porétskoe. 
En el tramo final el río también forma frontera natural, primero entre Chuvasia y Nizhni Nóvgorod —un trecho en el que recibe por la izquierda los ríos Medjana, Pjana y Ugra, y que baña Shumerlya (36,239 hab.), Kurmis y Yadrin (10.573 hab.)— y luego, en un tramo muy corto, entre Nizhni Nóvgorod y la República de Mari-El. Finalmente, el río Surá desemboca por la margen derecha en el río Volga, en el embalse de la presa de Cheboksary, cerca del pequeño pueblo de Vasilsursk (1.329 hab.) aguas arriba de localidad de Kozmodemiansk. La presa de Cheboksary fue construida en 1980 y su embalse tiene un lago de 2100 km² y una potencia instalada de 3.280 MkWh. 
El río Surá, al igual que casi todos los ríos rusos, durante un largo periodo permanece congelado, habitualmente de noviembre/diciembre a marzo/abril. En el resto del año el río es navegable desde la desembocadura durante un recorrido de 394 km en su curso bajo.

### Afluentes
Los principales afluentes del río Surá son:
- por la izquierda:

- río Alátyr (Алатырь), con una longitud de 307 km y una cuenca de 11.200 km²;
- río Imza (Имза)
- río Piana (Пьяна), con una longitud de 436 km, un caudal de 25 m³/s y una cuenca de 8.600 km²;
- río Uza (Уза)
- río Shuksha (Шукша)
- río Kutlya (Кутля)
- río Urga (Урга), con una longitud de 184 km;

- por la derecha:

- río Algashka (Алгашка), con una longitud de 41 km y una cuenca de 378 km²;
- río Barysh (Барыш), con una longitud de 247 km y una cuenca de 5.800 km²;
- río Bezdna (Бездна), con una longitud de 97,7 km y una cuenca de 1.320 km²;
- río Inza (Инза), con una longitud de 103 km;
- río Kumashka (Кумашка), con una longitud de 31,2 km;
- río Kirya (Киря), con una longitud de 91,7 km y una cuenca de 820 km²;